# Średnia logarytmiczna
Średnia logarytmiczna – rodzaj średniej stosowanej szczególnie często w inżynierii chemicznej np. do określania średniej różnicy temperatury pomiędzy czynnikami w wymiennikach ciepła.
Przykład użycia:
{\displaystyle \Delta T_{m}={\frac {\Delta T_{1}-\Delta T_{2}}{\ln {\frac {\Delta T_{1}}{\Delta T_{2}}}}}={\frac {\Delta T_{1}-\Delta T_{2}}{\ln \Delta T_{1}-\ln \Delta T_{2}}}.}
gdzie: {\displaystyle \Delta T_{1}} i {\displaystyle \Delta T_{2}} oznaczają różnicę temperatur czynników na wlocie i wylocie wymiennika.